# Liste des Premiers ministres d'Afrique du Sud
Ce tableau recense les Premiers ministres d'Afrique du Sud jusqu'à l'abolition de la fonction en 1984 et son intégration dans les attributions du président de la République :
| Nom | Nom                                     | Nom                   | Affiliation politique      | Mandat                              |
| --- | --------------------------------------- | --------------------- | -------------------------- | ----------------------------------- |
| 1   | Louis Botha (1862-1919)                 |                       | Parti sud-africain         | 31 mai 1910 - 27 août 1919          |
| 2   | Jan Smuts (1870-1950)                   |                       | Parti sud-africain         | 3 septembre 1919 - 30 juin 1924     |
| 3   | James Barry Munnik Hertzog (1866-1942)  |                       | Parti national (1924-1934) | 30 juin 1924 – 5 septembre 1939     |
| 3   | James Barry Munnik Hertzog (1866-1942)  | Parti uni (1934-1939) |                            | 30 juin 1924 – 5 septembre 1939     |
| 4   | Jan Smuts (1870-1950)                   |                       | Parti uni                  | 5 septembre 1939 - 4 juin 1948      |
| 5   | Daniel François Malan (1874-1959)       |                       | Parti national             | 4 juin 1948 - 30 novembre 1954      |
| 6   | Johannes Gerhardus Strijdom (1893-1958) |                       | Parti national             | 30 novembre 1954 - 24 août 1958     |
| 7   | Hendrik Frensch Verwoerd (1901-1966)    |                       | Parti national             | 2 septembre 1958 - 6 septembre 1966 |
| 8   | John Balthazar Vorster (1915-1983)      |                       | Parti national             | 13 septembre 1966 – 2 octobre 1978  |
| 9   | Pieter Willem Botha (1916-2006)         |                       | Parti national             | 9 octobre 1978 – 3 septembre 1984   |